# Championnat de Belgique de football 1964-1965
Navigation
Saison précédente Saison suivante
Le championnat de Belgique de football 1964-1965 est la 62e saison du championnat de première division belge. son nom officiel est « Division 1 ».
Le Sporting Club Anderlechtois conserve son titre de champion avec une très large avance de douze points sur le Standard de Liège.

## Clubs participants
Seize clubs prennent part à ce championnat, soit le même nombre que lors de l'édition précédente. Ceux dont le matricule est indiqué en gras existent toujours aujourd'hui.
| #  | Nom                                        | Mat. | Ville        | Stades                       | Entraîneur            | En D1 depuis (série) | Total en D1 | Saison précédente |
| -- | ------------------------------------------ | ---- | ------------ | ---------------------------- | --------------------- | -------------------- | ----------- | ----------------- |
| 1  | Royal Sporting Club Anderlechtois          | 35   | Anderlecht   | Stade Émile Versé            | Pierre Sinibaldi      | 1935-1936 (28e)      | 34e         | 1er               |
| 2  | Royal Antwerp Football Club                | 1    | Anvers       | Bosuilstadion                | Hubert D'Hollander    | 1901-1902 (56e)      | 61e         | 6e                |
| 3  | Royal Beerschot Athletic Club              | 13   | Anvers       | Kiel                         | András Béres          | 1907-1908 (50e)      | 56e         | 4e                |
| 4  | Royal Berchem Sport                        | 28   | Berchem      | Het Rooi                     | ?                     | 1962-1963 (3e)       | 32e         | 15e               |
| 5  | Koninklijke Beringen Football Club         | 522  | Beringen     | Mijnstadion                  | Rik Geertsens         | 1962-1963 (3e)       | 9e          | 2e                |
| 6  | Royal Cercle Sportif Brugeois              | 12   | Bruges       | Stade Edgard De Smedt        | Georges Meuris        | 1961-1962 (4e)       | 41e         | 10e               |
| 7  | Royal Football Club Brugeois               | 3    | Bruges       | De Klokke                    | Henri Dekens          | 1959-1960 (6e)       | 43e         | 12e               |
| 8  | Royal Daring Club de Bruxelles             | 2    | Molenbeek    | Stade Oscar Bossaert         | Daniel Langrand       | 1959-1960 (6e)       | 44e         | 11e               |
| 9  | Koninklijke Football Club Diest            | 41   | Diest        | Stade De Warande             | ?                     | 1961-1962 (4e)       | 4e          | 7e                |
| 10 | Association Royale Athlétique La Gantoise  | 7    | Gentbrugge   | Stade Jules Otten            | Louis Verstraeten     | 1936-1937 (26e)      | 37e         | 8e                |
| 11 | Royal Football Club Liégeois               | 4    | Rocourt      | Stade Vélodrome Oscar Flesch | Jean Cornili          | 1945-1946 (20e)      | 36e         | 5e                |
| 12 | Royal Standard Club Liège                  | 16   | Sclessin     | Stade de Sclessin            | Auguste Jordan        | 1921-1922 (41e)      | 46e         | 3e                |
| 13 | Koninklijke Lierse Sportkring              | 30   | Lierre       | Stade Herman Vanderpoorten   | Staf Van den Bergh    | 1953-1954 (12e)      | 30e         | 9e                |
| 14 | Union Saint-Gilloise Société Royale        | 10   | Saint-Gilles | Stade Joseph Marien          | François Vanden Eynde | 1964-1965 (1re)      | 53e         | Division 2 : 1er  |
| 15 | Koninklijke Sint-Truidense Voetbalverening | 373  | Saint-Trond  | Stayenveld                   | Raymond Goethals      | 1957-1958 (8e)       | 8e          | 13e               |
| 16 | Royal Tilleur Football Club                | 21   | Tilleur      | Stade de Buraufosse          | Joseph Pannaye        | 1964-1965 (1re)      | 19e         | Division 2 : 2e   |

### Localisation des clubs
| Anvers Lierse SK FC Brugeois CS Brugeois La Gantoise Bruxelles FC Diest Beringen FC Sint-Truidense VV Liège |

#### Localisation des clubs anversois
Les 3 cercles anversois sont :
(1) R. Antwerp FC
(2) R. Beerschot AC
 (3) R. Berchem Sport

#### Localisation des clubs bruxellois
Les 3 cercles bruxellois sont :
(5) R. Daring CB
(6) R. SC Anderlecht
(7) Union Saint-Gilloise SR

#### Localisation des clubs liégeois
Les 3 cercles liégeois sont:
(1) R. FC Légeois
(6) R. Tilleur FC
(8) R. Standard CL

## Résultats

### Résultats des rencontres
Avec seize clubs engagés, 240 matches sont au programme de la saison.
| Résultats (▼dom., ►ext.)                                   | AND | ANT  | BEE | BSP | BER | CSB | BRU | DAR | DIE | GAN | FCL | LSK | STA | STT | TIL | USG |
| R. SC Anderlechtois                                        |     | 6-0  | 1-1 | 3-1 | 7-0 | 4-1 | 3-1 | 4-0 | 3-2 | 3-0 | 3-0 | 1-3 | 3-1 | 2-2 | 8-1 | 3-0 |
| R. Antwerp FC                                              | 0-4 |      | 0-0 | 1-1 | 1-0 | 0-1 | 1-1 | 1-3 | 1-0 | 1-1 | 0-3 | 1-0 | 3-1 | 1-2 | 2-1 | 1-1 |
| R. Beerschot AC                                            | 0-2 | 1-2  |     | 1-1 | 2-1 | 5-0 | 1-2 | 4-0 | 3-3 | 0-0 | 2-1 | 1-0 | 0-0 | 5-0 | 2-0 | 3-0 |
| R. Berchem Sport                                           | 1-2 | 3-1  | 0-5 |     | 2-0 | 2-0 | 2-0 | 2-2 | 1-0 | 0-2 | 0-1 | 0-1 | 1-1 | 0-0 | 1-1 | 1-1 |
| K. Beringen FC                                             | 2-1 | 1-1  | 4-0 | 4-0 |     | 2-1 | 1-0 | 5-3 | 4-0 | 3-2 | 2-1 | 0-2 | 0-4 | 1-1 | 3-1 | 0-0 |
| R. CS Brugeois                                             | 1-2 | 1-1  | 1-0 | 2-2 | 4-4 |     | 0-3 | 2-2 | 1-1 | 2-1 | 1-1 | 4-3 | 2-3 | 1-0 | 3-1 | 1-2 |
| R. FC Brugeois                                             | 0-0 | 0-1  | 0-2 | 4-0 | 6-0 | 1-1 |     | 6-0 | 4-1 | 1-2 | 0-0 | 1-1 | 5-0 | 3-3 | 1-2 | 4-0 |
| R. Daring CB                                               | 0-5 | 0-1  | 1-3 | 1-0 | 1-0 | 1-0 | 0-0 |     | 1-1 | 4-1 | 0-0 | 1-0 | 3-1 | 2-3 | 0-0 | 2-2 |
| K. FC Diest                                                | 0-1 | 0-0  | 1-0 | 2-1 | 1-1 | 1-2 | 0-2 | 1-1 |     | 2-2 | 6-0 | 3-1 | 2-2 | 1-5 | 1-2 | 4-1 |
| ARA La Gantoise                                            | 2-3 | 4-1  | 3-2 | 0-2 | 2-0 | 1-1 | 2-2 | 0-0 | 3-1 |     | 3-3 | 2-4 | 0-0 | 1-1 | 1-1 | 0-0 |
| R. FC Liégeois                                             | 0-1 | 1-0  | 0-3 | 0-0 | 8-3 | 0-0 | 2-0 | 0-0 | 3-1 | 1-0 |     | 4-0 | 0-1 | 0-0 | 1-1 | 6-0 |
| K. Lierse SK                                               | 0-4 | 5-2  | 1-0 | 1-1 | 5-2 | 0-2 | 1-3 | 3-1 | 0-1 | 3-0 | 0-1 |     | 2-3 | 2-1 | 3-1 | 5-2 |
| R. Standard CL                                             | 0-2 | 5-1  | 1-0 | 3-1 | 2-0 | 5-0 | 2-1 | 3-1 | 2-2 | 0-0 | 1-1 | 1-0 |     | 3-0 | 2-2 | 2-0 |
| K. Sint-Truidense VV                                       | 1-4 | 2-1  | 0-1 | 0-2 | 2-2 | 8-0 | 3-0 | 0-2 | 2-0 | 1-0 | 1-0 | 1-2 | 3-0 |     | 2-2 | 3-2 |
| R. Tilleur FC                                              | 1-0 | 10-1 | 1-1 | 6-2 | 0-1 | 3-1 | 3-1 | 4-1 | 6-2 | 3-2 | 0-1 | 4-0 | 0-0 | 0-0 |     | 3-1 |
| Union Saint-Gilloise SR                                    | 1-3 | 2-0  | 1-3 | 3-0 | 2-1 | 1-0 | 2-0 | 1-3 | 0-0 | 0-0 | 2-1 | 1-2 | 1-3 | 0-1 | 3-3 |     |
| - Victoire à domicile - Match nul - Victoire à l'extérieur |     |      |     |     |     |     |     |     |     |     |     |     |     |     |     |     |

### Classement final
| Rang | Équipe                  | Pts | J  | G  | N  | P  | Bp | Bc | Diff |
| ---- | ----------------------- | --- | -- | -- | -- | -- | -- | -- | ---- |
| 1    | R. SC ANDERLECHTOIS T C | 51  | 30 | 24 | 3  | 3  | 87 | 22 | +65  |
| 2    | Standard de Liège       | 39  | 30 | 15 | 9  | 6  | 50 | 34 | +16  |
| 3    | R. Beerschot AC         | 35  | 30 | 14 | 7  | 9  | 51 | 27 | +24  |
| 4    | R. Tilleur FC           | 34  | 30 | 12 | 10 | 8  | 63 | 47 | +16  |
| 5    | K. St-Truidense VV      | 33  | 30 | 12 | 9  | 9  | 50 | 41 | +9   |
| 6    | R. FC Liégeois          | 32  | 30 | 11 | 10 | 9  | 40 | 31 | +9   |
| 7    | K. Lierse SK            | 30  | 30 | 14 | 2  | 14 | 50 | 49 | +1   |
| 8    | K. Beringen FC          | 28  | 30 | 11 | 6  | 13 | 46 | 62 | -16  |
| 9    | R. FC Brugeois          | 28  | 30 | 10 | 8  | 12 | 52 | 36 | +16  |
| 10   | R. Daring CB            | 28  | 30 | 9  | 10 | 11 | 36 | 53 | -17  |
| 11   | R. CS Brugeois          | 25  | 30 | 8  | 9  | 13 | 36 | 60 | -24  |
| 12   | ARA La Gantoise         | 25  | 30 | 6  | 13 | 11 | 37 | 45 | -8   |
| 13   | R. Antwerp FC           | 24  | 30 | 8  | 8  | 14 | 27 | 60 | -33  |
| 14   | R. Berchem Sport        | 24  | 30 | 7  | 10 | 13 | 30 | 48 | -18  |
| 15   | Union St-Gilloise SR    | 22  | 30 | 7  | 8  | 15 | 32 | 58 | -26  |
| 16   | K.FC Diest              | 22  | 30 | 6  | 10 | 14 | 40 | 54 | -14  |

Légende
- Champion de Belgique 1965 et qualifié pour la « Coupe des clubs champions » la saison suivante
- Club qualifié pour la « Coupe des vainqueurs de coupe » pour la saison suivante
- Club inscrit en « Coupe des Villes de Foires » pour la saison suivante
- Club relégué pour la saison suivante

Abréviations
T : Tenant du titre 1964

C : Vainqueur de la Coupe de Belgique 1964-1965

 : Club promu de « Division 2 » depuis la saison précédente

### Meilleur buteur
Jean-Paul Colonval (R. FC Liégeois) est sacré meilleur buteur avec 25 goals. Il est le 42e joueur belge différent à terminer meilleur buteur de la plus haute division belge.

#### Classement des buteurs
Le tableau ci-dessous reprend les vingt meilleurs buteurs du championnat, soit les joueurs ayant inscrit dix buts ou plus durant la saison.
| #   | Pays | Joueur             | Club                 | Buts | Matches joués |
| --- | ---- | ------------------ | -------------------- | ---- | ------------- |
| 1.  |      | Jean-Paul Colonval | R. Tilleur FC        | 25   | 23            |
| 2.  |      | Paul Van Himst     | R. SC Anderlechtois  | 24   | 29            |
| 3.  |      | Hubert Van Dormael | R. Tilleur FC        | 21   | 30            |
| 4.  |      | Jacques Stockman   | R. SC Anderlechtois  | 19   | 30            |
| 5.  |      | Johan Devrindt     | R. SC Anderlechtois  | 18   | 21            |
| 6.  |      | Frans Vermeyen     | K. Lierse SK         | 16   | 24            |
| =.  |      | Gilbert Bailliu    | R. CS Brugeois       | 16   | 30            |
| 8.  |      | Raoul Lambert      | R. FC Brugeois       | 15   | 21            |
| =.  |      | Gérard Sulon       | R. FC Liégeois       | 15   | 28            |
| =.  |      | Étienne Zaman      | R. Beerschot AC      | 15   | 28            |
| 11. |      | Roger Maes         | K. Sint-Truidense VV | 14   | 30            |
| =.  |      | Johny Thio         | R. FC Brugeois       | 14   | 30            |
| 13. |      | Leo Hendrickx      | K. Lierse SK         | 13   | 29            |
| 14. |      | Éric Lambert       | ARA La Gantoise      | 12   | 29            |
| 15. |      | Marcel Hermans     | R. Beerschot AC      | 11   | 22            |
| =.  |      | Ludwig Zorgvliet   | K. Beringen FC       | 11   | 26            |
| =.  |      | Aloïs Goossens     | K. Lierse SK         | 11   | 29            |
| =.  |      | Roger Claessen     | R. Standard CL       | 11   | 27            |
| 19. |      | István Sztáni      | R. Standard CL       | 10   | 26            |
| =.  |      | Odilon Polleunis   | K. Sint-Truidense VV | 10   | 28            |

## Parcours européens des clubs belges

### Parcours du RSC Anderlecht en Coupe des clubs champions
Anderlecht bénéficie d'un petit coup de pouce de la chance pour franchir le premier tour. Opposés au FC Bologne, les « Mauves » s'imposent (1-0) grâce à un but de Paul Van Himst. L'élimination se profile lors du match retour quand les champions de Belgique sont menés 2-0, mais à la 89e minute Jacques Stockman fixe les chiffres à 2-1. Selon les règles de l'époque, les buts inscrits en déplacement ne comptent pas et un test-match est joué pour les départager. Mais à Barcelone, aucun vainqueur ne se dégage. Anderlecht se qualifie alors par tirage au sort (pile ou face). En huitièmes de finale, Liverpool est trop fort pour Anderlecht, qui s'incline deux fois, 3-0 en déplacement et 0-1 à domicile.

### Parcours de La Gantoise en Coupe des vainqueurs de coupe
Premier club belge engagé dans cette épreuve qui en est à sa cinquième édition, La Gantoise n'est pas gâtée par le tirage au sort. Opposés à West Ham, au premier tour, les « Buffalos » font bonne figure mais sont éliminés (0-1 et 1-1). Quelques mois plus tard, West Ham remporte le trophée.

### Parcours en Coupe des villes de foires
Bien qu'en Division 2 la saison précédente, l'Union Saint-Gilloise représente la Belgique. Les « Jaunes et Bleus » sont éliminés avec les honneurs malgré deux courtes défaite (0-1 et 1-0) contre la Juventus.
De son côté, le R. FC Liégeois, demi-finaliste l'année précédente, réussit l'exploit d'éliminer Valence, le finaliste malheureux. Après un partage (1-1) à Mestalla, les liégeois s'imposent à Rocourt (3-1). Le club poursuit son parcours en éliminant les Néerlandais du DOS Utrecht grâce à deux victoires obtenues sur le même score (2-0 et 0-2). Au troisième tour, qui correspond aux huitièmes de finale, le FC Liégeois s'impose 1-0 à domicile face à l'Atlético de Madrid mais s'incline 2-0 au retour et est éliminé.
Le troisième club belge engagé est l'Antwerp. Battus 2-1 par le Hertha Berlin à l'Olympiastadion de Berlin, les anversois renversent la tendance au match retour et se qualifient grâce à une victoire par deux buts à zéro. Au tour suivant, il s'incline deux fois face à l'Athletic Bilbao (2-0 et 0-1) et est éliminé de la compétition.

## Récapitulatif de la saison
- Champion : R. SC Anderlechtois (11e titre)
- Deuxième équipe à remporter onze titres de champion de Belgique
- 33e titre pour la province de Brabant.

| Région flamande (9)             | Région flamande (9) | Province de Brabant (4)      | Province de Brabant (4) | Région wallonne (3)    | Région wallonne (3) |
| ------------------------------- | ------------------- | ---------------------------- | ----------------------- | ---------------------- | ------------------- |
| Province d'Anvers               | 4                   | Région de Bruxelles-Capitale | 3                       | Province de Hainaut    | 0                   |
| Province de Flandre-Occidentale | 2                   | Province du Brabant flamand  | 1                       | Province de Liège      | 3                   |
| Province de Flandre-Orientale   | 1                   | Province du Brabant wallon   | 0                       | Province de Luxembourg | 0                   |
| Province de Limbourg            | 2                   |                              |                         | Province de Namur      | 0                   |

1. ↑  Au niveau footballistique, la province de Brabant est toujours unitaire malgré sa partition territoriale en 1995.

### Admission et relégation
Promue en fin de saison précédente, l'Union Saint-Gilloise est reléguée en Division 2 en compagnie de Diest. Ces deux clubs sont remplacés par le Racing White et le K. FC Malinois.
Le Racing White, porteur du matricule 47, effectue son retour parmi l'élite nationale qu'il a quittée dix-neuf ans plus tôt, à la fin de la saison 1946-1947. À cette époque, le club portait l'appellation de Royal White Star AC. En 1963, il a fusionné avec le Racing CB, porteur du matricule 1274, pour former le Royal Racing White sous le matricule 47.

### Bilan de la saison
| Championnat de Belgique de football 1964-1965 |                                           |
| Champion                                      | R. SC Anderlechtois (11e titre)           |
| Dauphin                                       | R. Standard CL                            |
| Coupes et trophées                            |                                           |
| Vainqueur de la Coupe de Belgique 1964-1965   | R. SC Anderlechtois                       |
| Qualifications continentales                  |                                           |
| Coupe des clubs champions européens 1965-1966 | R. SC Anderlechtois (Seizièmes de finale) |
| Coupe des vainqueurs de coupe 1965-1966       | R. Standard CL (Seizièmes de finale)      |
| Coupe des villes de foires 1965-1966          | R. FC Liégeois (1er tour)                 |
| Coupe des villes de foires 1965-1966          | R. Daring CB (1er tour)                   |
| Coupe des villes de foires 1965-1966          | R. Antwerp FC (1er tour)                  |
| Promotions et relégations                     |                                           |
| Promus en Division 1                          | R. Racing White                           |
| Promus en Division 1                          | K. FC Malinois                            |
| Relégués en Division 2                        | Union Saint-Gilloise SR                   |
| Relégués en Division 2                        | K. FC Diest                               |